# Hymenaster coccinatus
Hymenaster coccinatus är en sjöstjärneart som beskrevs av Percy Sladen 1882. Hymenaster coccinatus ingår i släktet Hymenaster och familjen knubbsjöstjärnor. Inga underarter finns listade i Catalogue of Life.